# Menzel Fersi

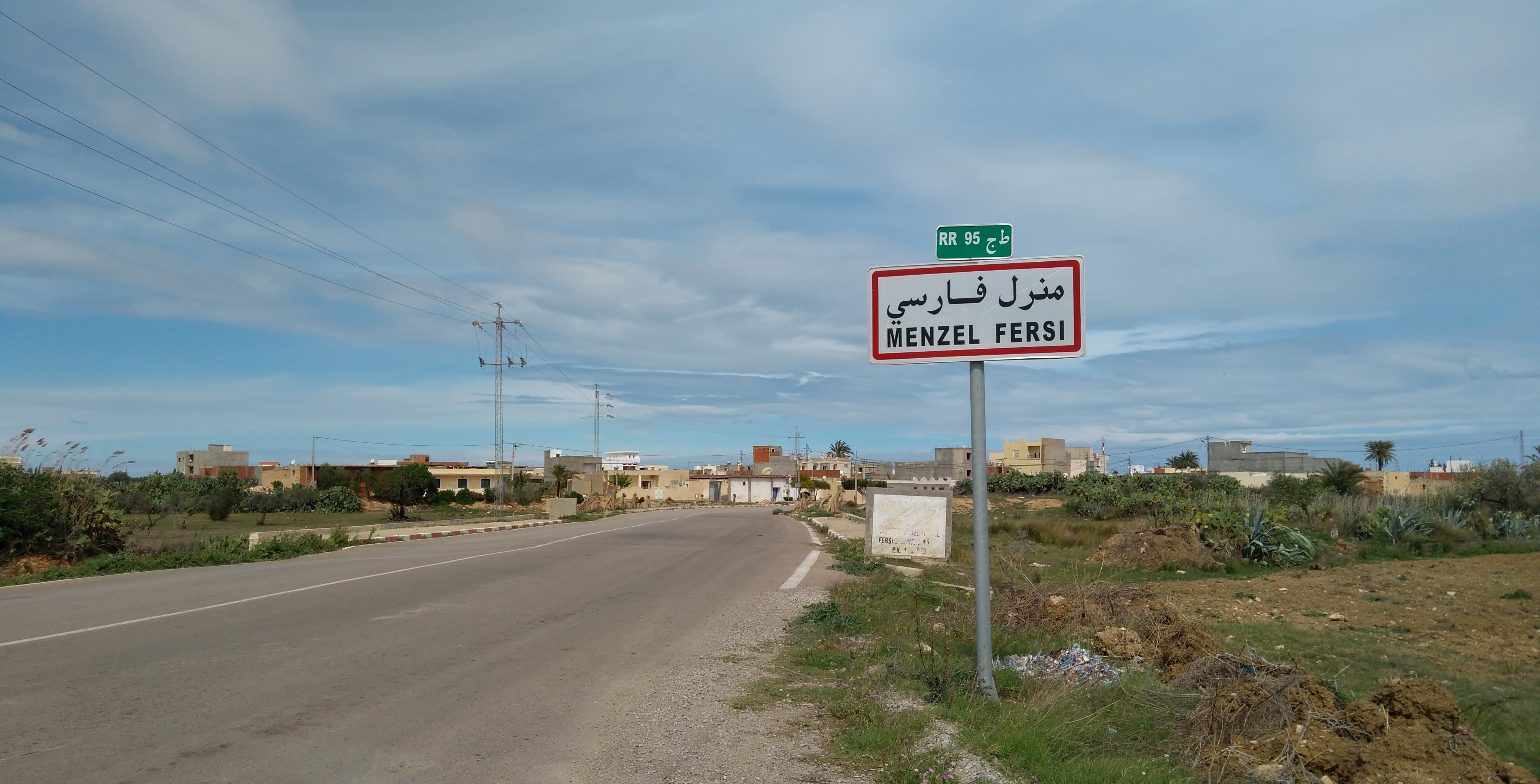
Cartell indicatiu del poble.

Menzel Fersi o Menzel Farsi (àrab: منزل فارسي, Manzil Fārsī), antigament anomenada Sidi Naïja (àrab: سيدي نعيجة, Sīdī Naʿīja), és un poble del Sahel tunisià, situat prop de Moknine, una trentena de quilòmetres al sud de Monastir, dins de la governació homònima. Constitueix una municipalitat que tenia 3.603 habitants el 2014.

## Administració
Forma una municipalitat o baladiyya, amb codi geogràfic 32 27 (ISO 3166-2:TN-12).
Al mateix temps, constitueix un sector o imada, amb codi geogràfic 32 58 58, dins de la delegació o mutamadiyya de Moknine (32 58).